# Karl Mayer-Eymar
Karl David Wilhelm Mayer-Eymar, la segona part del seu cognom és simplement un anagrama de Mayer, (Marsella 29 de juliol de 1826 - Zúric 25 de febrer de 1907) va ser un geòleg suís. Es va doctorar en geologia a Zuric el 1866. A la Universitat de Zúric va ser des de 1875 a 1906 professor d'estratigrafia i de paleontologia.
Va obtenir el Premi Lyell el 1890 i el Premi Savigny el 1894.

Va donar nom a diversos estadis geològics:
- Aalenià (Juràssic mitjà)
- Bartonià (Eocè)
- Aquitanià (Miocè)
- Tortonià (Miocè)
- Messinià (Miocè)
- Plasencià (Pliocè)

## Obres
- Del Bartonià: Tableau synchronique des formations tertiaires d'Europe, 3rd ed., Zürich, 1857.
- De l'Aquitanià, el Tortonià i el Plasencià: Versuch einer neuen Klassifikation der Tertiär-Gebilde Europa’s. Verhandlungen der Schweizerischen Naturforschenden Gesellschaft. (Jahresversammlung vom 17.–19. August 1857 in Trogen), S.70–71 et 165–199 et Tabelle, Basel 1858.
- De l'Aalenià: Tableau synchronistique des terrains jurassiques. 1 Tabelle, Zürich, 1864. (francès)
- Del Messinià: Catalogue systématique et descriptif des fossiles des terrains tertiaires qui se trouvent du Musée fédéral de Zürich. Zürich 1867.